# Jacques d’Albon

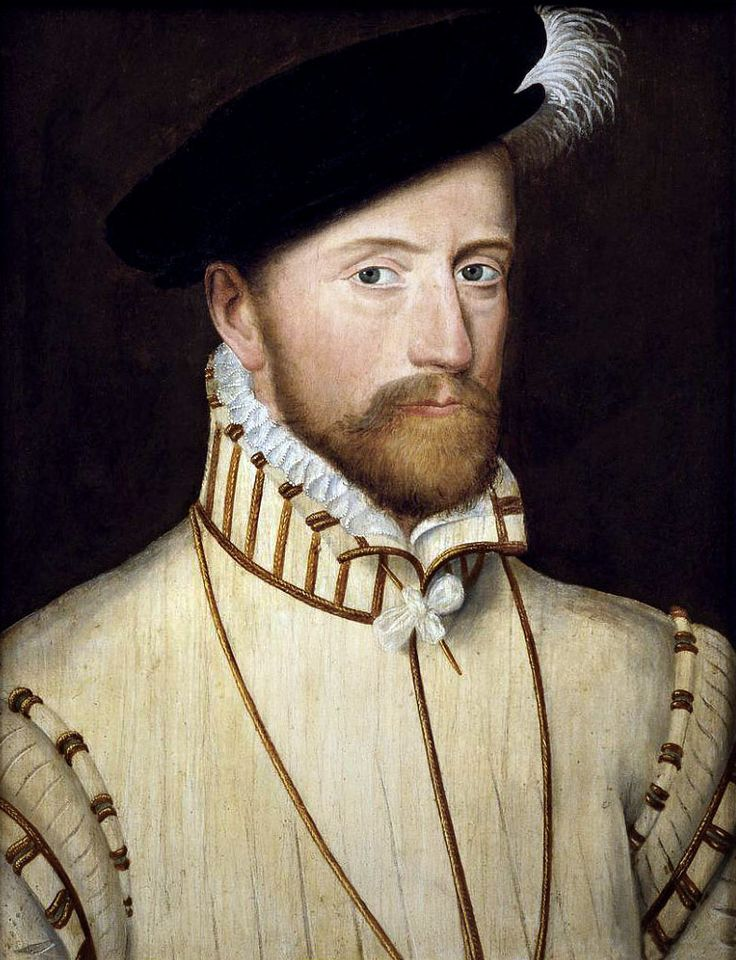
Jacques d'Albon

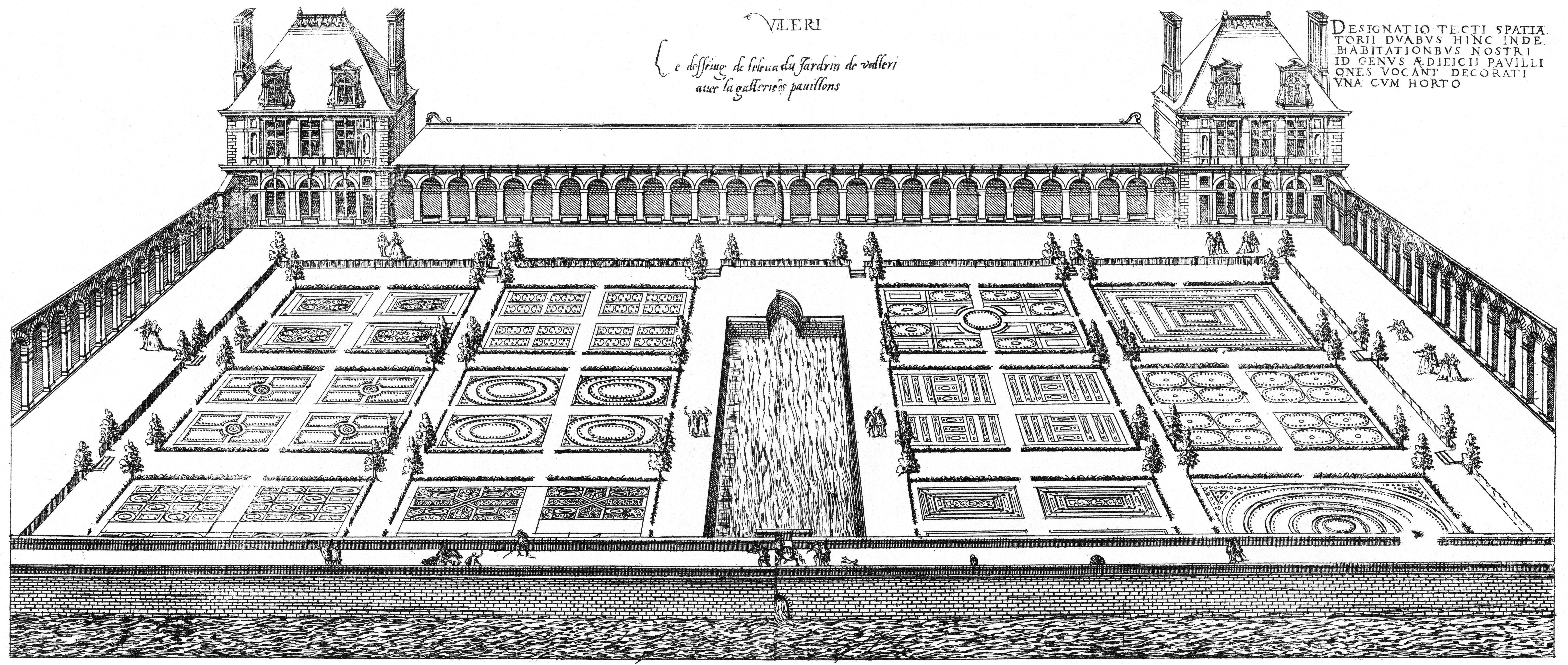
Het kasteel van Vallery, ontworpen door architect Pierre Lescot

Jacques d'Albon, heer van Saint-André (Saint-André-d'Apchon, 1505 – Dreux, 19 december 1562) was markies van Fronsac en maarschalk van Frankrijk, die een belangrijke rol speelde tijdens de oorlog tegen Spanje en tijdens de Hugenotenoorlogen.

## Biografie
D'Albon groeide op aan het hof samen met de latere koning Hendrik II van Frankrijk, omdat zijn vader gouverneur was van de koningskinderen. Hij kon hierdoor rekenen op koninklijke gunsten. Hij werd eerste kamerheer en lid van de Conseil privé van de koning. Na een succesvolle campagne tegen Spanje benoemde koning Hendrik II hem in 1547 tot maarschalk van Frankrijk en gouverneur van Lyon en Auvergne. Jacques d'Albon kocht het Kasteel van Vallery in Bourgondië en liet dit ombouwen van een middeleeuwse burcht naar een renaissancepaleis. Dit paleis werd geroemd als een van de mooiste van Frankrijk en was binnenin rijkelijk versierd met Turkse tapijten, Vlaamse wandtapijten en bont.
In 1557 werd hij bij de Slag van Saint-Quentin gevangengenomen, maar werd vrijgelaten zodat hij aan de onderhandelingen kon deelnemen tussen de Franse koning en koning Filips II van Spanje voor de Vrede van Cateau-Cambrésis (1559). In 1561 vormde hij een driemanschap met Anne van Montmorency en Frans van Guise, tegen de hugenoten en de regerende koningin-regentes Catharina de' Medici. Op 4 juli 1562 veroverde hij Blois op de protestanten en Poitiers op 29 juli. Op 31 augustus 1562 volgde Bourges; deze strategische overwinning belemmerde het samenkomen van de zuidelijke, protestantse legers met die van het noorden.
Bij de Slag bij Dreux kwam Albon om het leven.

## Huwelijk
Jacques d'Albon was getrouwd met Marguerite de Lustrac. Zij werd ervan verdacht om na zijn dood hun dochter te hebben vergiftigd om zo te kunnen beschikken over haar landerijen. Ze zou die als bruidsschat hebben willen inbrengen bij een verhoopt huwelijk met Lodewijk I van Bourbon-Condé.